# -rose
-rose ist eine deutsche Ortsnamenendung mit slawischem Ursprung.
Die slawische Endung -rad oder -raz (etwa „Stamm, Sippe, Geschlecht“, vergl. russisch род, rod) wurde im Niederdeutschen zu -rase und das wiederum zu -rose oder -röse.
Beispiele:
- Dumröse im damaligen Kreis Stolp, heute Domaradz im Powiat Słupski, aus einem rekonstruierten slawischen Ortsnamen Domaraď
- Groß Gastrose, die niedersorbische Form lautet Gósćeraz, was aus einem rekonstruierten slawischen Ortsnamen Gostiraď entstand[1] (Klein Gastrose: Mały Gósćeraz)
- Lieberose, die niedersorbische Form lautet Luboraz, was wiederum aus einem rekonstruierten slawischen Ortsnamen Ľuboraď entstanden ist
- Mühlrose (obersorbisch: Miłoraz), entstanden aus einem rekonstruierten slawischen Ortsnamen Miloraď
- Müllrose (niedersorbisch: Miłoraz) ist eine Stadt im Landkreis Oder-Spree in Brandenburg (Deutschland)

## Vergleiche
- -grad – slawisch von -gorod/-grad „Stadt“
- -rode, -rade, -reuth – germanisch von „Rodung“